# لنكران

لنكران (بالأذرية: Lənkəran) هي مدينة تقع في أذربيجان، على ساحل بحر قزوين. سكانها 83,300 (احصاء 2010). وهي عاصمة لمنطقة لنكران. اسم المدينة بالأصل فارسي. أكثر من 60 بالمئة من سكانها يتكلمون اللغة الطاليشية وهي إحدى اللغات الإيرانية.

## المناخ
يظهر الجدول التالي التغييرات المناخية على مدار السنة للنكران:
| البيانات المناخية لـلنكران                      | البيانات المناخية لـلنكران | البيانات المناخية لـلنكران | البيانات المناخية لـلنكران | البيانات المناخية لـلنكران | البيانات المناخية لـلنكران | البيانات المناخية لـلنكران | البيانات المناخية لـلنكران | البيانات المناخية لـلنكران | البيانات المناخية لـلنكران | البيانات المناخية لـلنكران | البيانات المناخية لـلنكران | البيانات المناخية لـلنكران | البيانات المناخية لـلنكران |
| الشهر                                           | يناير                      | فبراير                     | مارس                       | أبريل                      | مايو                       | يونيو                      | يوليو                      | أغسطس                      | سبتمبر                     | أكتوبر                     | نوفمبر                     | ديسمبر                     | المعدل السنوي              |
| ----------------------------------------------- | -------------------------- | -------------------------- | -------------------------- | -------------------------- | -------------------------- | -------------------------- | -------------------------- | -------------------------- | -------------------------- | -------------------------- | -------------------------- | -------------------------- | -------------------------- |
| متوسط درجة الحرارة الكبرى °م (°ف)               | 7.2 (45.0)                 | 7.2 (45.0)                 | 11.0 (51.8)                | 17.5 (63.5)                | 22.5 (72.5)                | 27.2 (81.0)                | 30.4 (86.7)                | 29.5 (85.1)                | 25.9 (78.6)                | 19.9 (67.8)                | 14.1 (57.4)                | 10.1 (50.2)                | 18.5 (65.4)                |
| متوسط درجة الحرارة الصغرى °م (°ف)               | 0.0 (32.0)                 | 1.0 (33.8)                 | 3.9 (39.0)                 | 8.6 (47.5)                 | 13.1 (55.6)                | 17.5 (63.5)                | 20.1 (68.2)                | 19.7 (67.5)                | 16.9 (62.4)                | 11.8 (53.2)                | 6.7 (44.1)                 | 2.5 (36.5)                 | 10.2 (50.3)                |
| الهطول مم (إنش)                                 | 91 (3.6)                   | 114 (4.5)                  | 90 (3.5)                   | 50 (2.0)                   | 54 (2.1)                   | 22 (0.9)                   | 17 (0.7)                   | 50 (2.0)                   | 143 (5.6)                  | 259 (10.2)                 | 168 (6.6)                  | 88 (3.5)                   | 1٬146 (45.2)               |
| متوسط أيام هطول الأمطار                         | 10                         | 10                         | 11                         | 8                          | 8                          | 3                          | 2                          | 4                          | 7                          | 13                         | 12                         | 9                          | 97                         |
| ساعات سطوع الشمس الشهرية                        | 105.4                      | 98.9                       | 124.0                      | 171.0                      | 226.3                      | 282.0                      | 306.9                      | 254.2                      | 189.0                      | 127.1                      | 99.0                       | 108.5                      | 2٬092٫3                    |
| المصدر #1: المنظمة العالمية للأرصاد الجوية (UN) |                            |                            |                            |                            |                            |                            |                            |                            |                            |                            |                            |                            |                            |
| المصدر #2: مرصد هونغ كونغ ‏(sun only)            |                            |                            |                            |                            |                            |                            |                            |                            |                            |                            |                            |                            |                            |

## توأمة
للنكران اتفاقيات توأمة مع:
- مونتيري

## أعلام
- سمد باي مهمانداروف
- ظفر جولييف
- جيفيد تاغييف
- زاهد الجيلاني

## وصلات خارجية
- الموقع الرسمي نسخة محفوظة 27 ديسمبر 2005 على موقع واي باك مشين.